# Jan van der Vaart
Johannes Jacobus (Jan) van der Vaart (Den Haag, 17 oktober 1931 – Leiden, 8 november 2000) was een invloedrijke keramist uit de 20e eeuw. Een van de belangrijke concepten binnen zijn werk was het herintroductie van de tulpenvaas of tulpentoren uit de 17e eeuw in een eigen constructivistische vormgeving.

## Levensloop
Van der Vaart volgde een cursus pottenbakken voor amateurs aan de Vrije Academie in Den Haag bij onder anderen Just van Deventer en Theo Dobbelman. In de jaren vijftig begon hij als keramist. Zijn werk is al vanaf het begin zeer strak en geometrisch. Zijn geometrische constructieve stijl, de zuiverheid van de keramiek en de gebruiksmogelijkheid zijn kenmerken die voor Van der Vaart belangrijk waren. Er is voortdurend sprake van een volmaakte eenheid van materiaal, vorm en glazuur. Hij beschouwde de vorm als het belangrijkste want decoratie deed afbreuk aan de monumentaliteit van zijn werken. Deze monumentaliteit ging samen met de heersende architectuur van die periode. Met name de aan De Stijl verwante modernistische architectuur waaruit helderheid en overwogen eenvoud spreken, is terug te vinden in het werk van Van der Vaart. Ook staat zijn werk in relatie tot de abstract-geometrische kunstproductie in Nederland van na de Stijl.
In 1960 vestigde hij zich in Amsterdam, en maakte studiereizen naar Italië, Frankrijk en Engeland. In eerste instantie maakte hij zijn werk van steengoed, vanaf 1961 ook in porselein. In 1962 introduceerde Van der Vaart, vanuit het idee van het 'stapelen van vormen', het thema van de tulpenvaas in de hedendaagse beeldende kunst. Bij dit 'stapelen van vormen' bouwde hij zijn vazen en schalen op uit strakke, geometrische elementen, die op verschillende manieren werden samengevoegd. Hierbij hechtte hij belang aan de gebruiksfunctie van zijn objecten, dat wil zeggen in een vaas hóren bloemen. De tulpenvazen en -torens bestaan uit gedraaide of handgevormde en vanaf 1970 ook uit gegoten elementen. Niet alleen Van der Vaart gebruikte deze vorm weer voor zijn ontwerpen, ook collega keramisten werden door hem daartoe geïnspireerd.

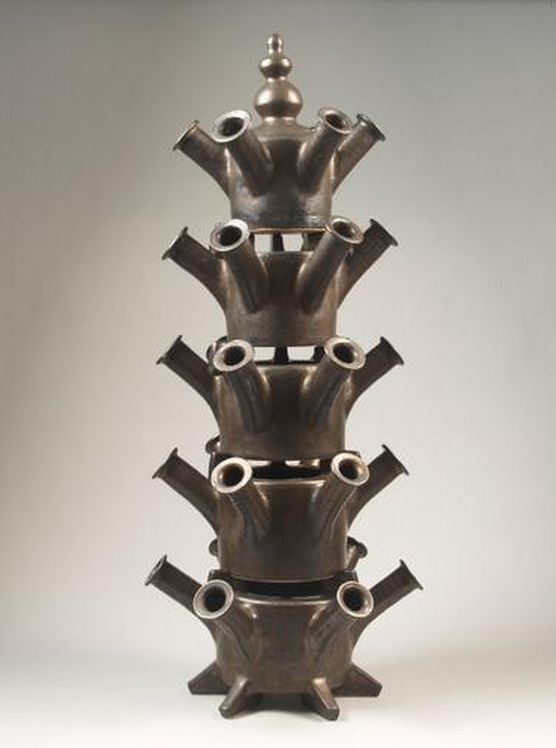
Tulpenvaas in 5 delen (1962), bronskleurig geglazuurd

Gedurende de jaren zestig begon hij met het ontwerpen van vazen in groot formaat. Deze unica ontwierp hij niet om te experimenteren, de zuiverheid en gebruiksmogelijkheid waren nog steeds een belangrijk uitgangspunt. De unica werden op verschillende exposities met veel lof ontvangen en ook door de verzamelaars als ware topstukken beschouwd. In 1967 werd het mogelijk zijn ontwerpen te gieten en als ‘multiples’ op de markt te brengen, waardoor het werk voor velen betaalbaar werd. In de eerste decennia van zijn carrière moest Van der Vaart zijn ontwerpen zelf ontwikkelen en distribueren. Later werden enkele ontwerpen bij de Koninklijke Tichelaar Makkum geproduceerd en vanaf 1984 heeft hij jarenlang ontwerpen gemaakt voor Rosenthal AG in Duitsland.
Zeker toen hij in 1968 werd benoemd tot hoofddocent keramiek aan de Rietveld Academie te Amsterdam, was hij een vernieuwer van de keramische kunst in Nederland. Hij leidde hier tot 1993 nieuwe generaties keramisten op, waardoor hij een grote invloed had op de ontwikkeling van jonge keramisten als Gerard en Els van Westerloo, Geert Lap, Wietske van Leeuwen, Anita Manshanden, Wouter Dam, Irene Vonck, Barbara Nanning, Mieke Blits, Alberdien Rullmann en Esther Stasse.
In 1991 was in Museum Boijmans Van Beuningen in Rotterdam een overzichtstentoonstelling Jan van der Vaart 35 jaar keramiek te zien. Ter gelegenheid van de tentoonstelling in Rotterdam ontwierp Jan van der Vaart een waaiervormige vaas op voet die door de Koninklijke Tichelaar Makkum wordt geproduceerd (in de kleuren blauw en tomaatrood).
Op latere leeftijd is hij ook glasontwerpen gaan maken voor Royal Leerdam en aan opdrachten uit Tsjechië. Vijftig jaar na de bevrijding in 1995, liet Royal Leerdam een tweetal oranjevaasjes ontwerpen door de toenmalige hoofdontwerper van Royal Leerdam Siem van der Marel en Jan van der Vaart. Tussen 1994 en 1997 maakte hij voor Royal Leerdam ontwerpen voor Leerdam Unica, Leerdam Serica en enkele gebruiksvoorwerpen. De ontwerpen van Van der Vaart kunnen tot de beste ontwerpen gerekend worden van de glasfabriek van de laatste decennia. Het ontwerp voor het oranjevaasje maakte hij in de voor hem karakteristieke, geometrische stijl. Het werd – net als dat van Van der Marel – in een gelimiteerde oplage van 200 stuks uitgebracht.

## Werk
Jan van der Vaart werd al tijdens zijn leven beschouwd als een van de belangrijkste Nederlandse keramisten van de 20e eeuw. Als de grondlegger van een geometrisch abstracte richting binnen de naoorlogse keramiek was hij in binnen- en buitenland bijzonder invloedrijk. Zijn werk is heel herkenbaar vanwege het eigenzinnige karakter en de logische en consequente uitwerking van zijn artistieke overtuigingen.
Het werk van Van der Vaart is helder van vorm, gericht op het gebruiksvoorwerp en ongedecoreerd. Vazen hadden zijn voorkeur, zowel in draai- als bouw- of giettechniek. Zijn ontwerpen zijn hoekig, eenvoudig en sober: veel strakke lijnen met zacht verglijdende, vaak glooiende vlakken. Daarnaast maakt Van der Vaart keramiek in een meer rokke, complexe stijl. Zijn werk onderscheidt zich ook door de bijzondere getinte glazuren die hij aanbracht op zijn vazen, voornamelijk het bronskleurige glazuur. Maar ook zijn witte vazen, met geometrische vormen, worden over het algemeen als zijn handelsmerk beschouwd. Ook maakte hij series in fel roze, lila en blauw.
Van der Vaart wilde bruikbare kwaliteitskeramiek maken voor een groot publiek. Zo ontstonden naast zijn unica de ‘multiples’, objecten die in beperkte oplage werden gemaakt en gesigneerd. Hierdoor kregen zij de authenticiteit van unieke kunstwerken en bleven tegelijkertijd betaalbaar. Zowel voor zijn unica als voor zijn multiples werd vaak gebruikgemaakt van de giettechniek. In het geval van de multiples kwamen de vormen vaak in het geheel uit één mal, voor de unica werden meerdere onderdelen apart gegoten, die dan later samengevoegd werden tot één geheel.
Zijn werk greep nauwelijks terug op voorgangers, alleen invloeden van buitenlandse keramisten waren in zijn werk te zien. Voor Hans Copers, een Duitse keramist en Lucie Rie een Engelse keramist had Jan van der Vaart veel bewondering.

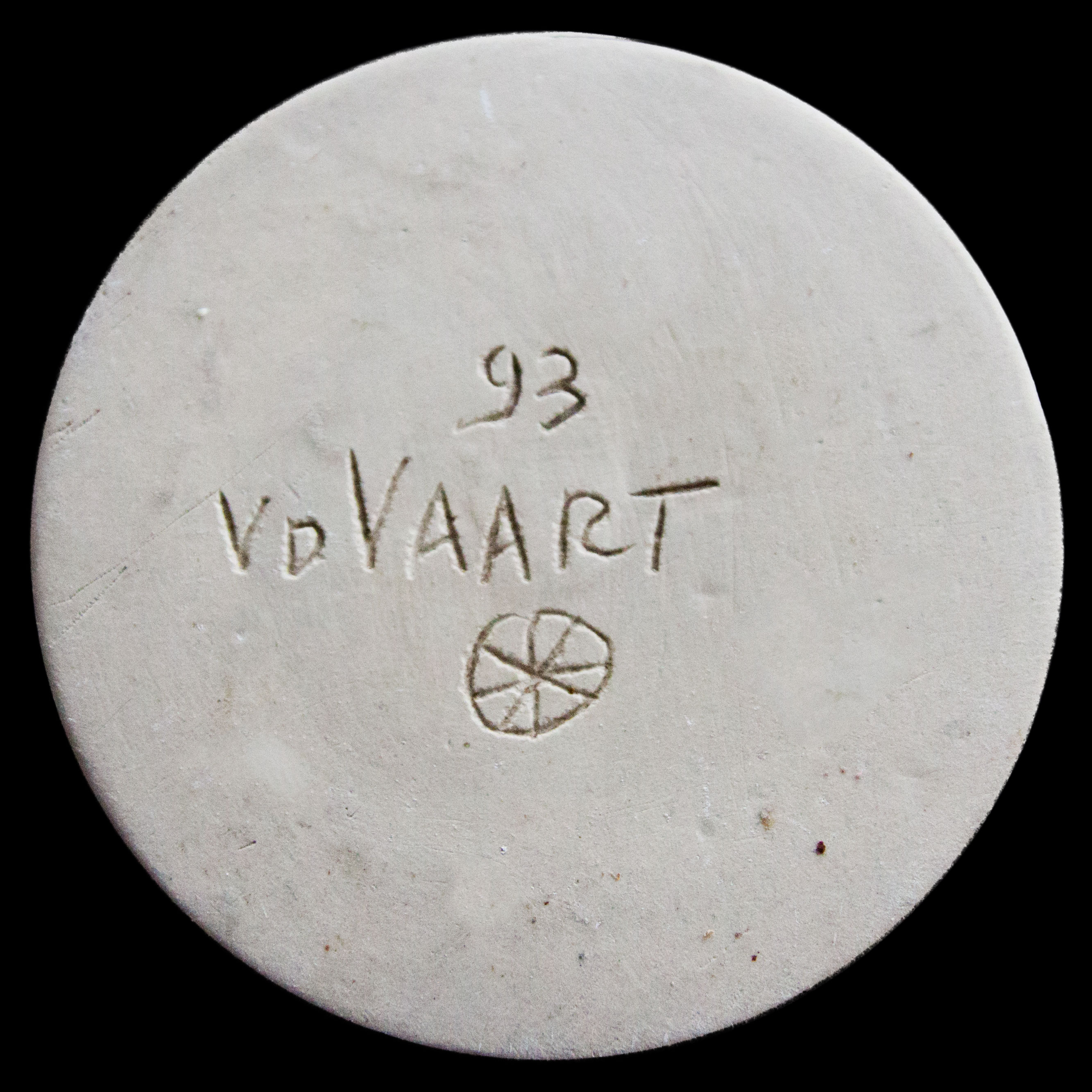
Signatuur
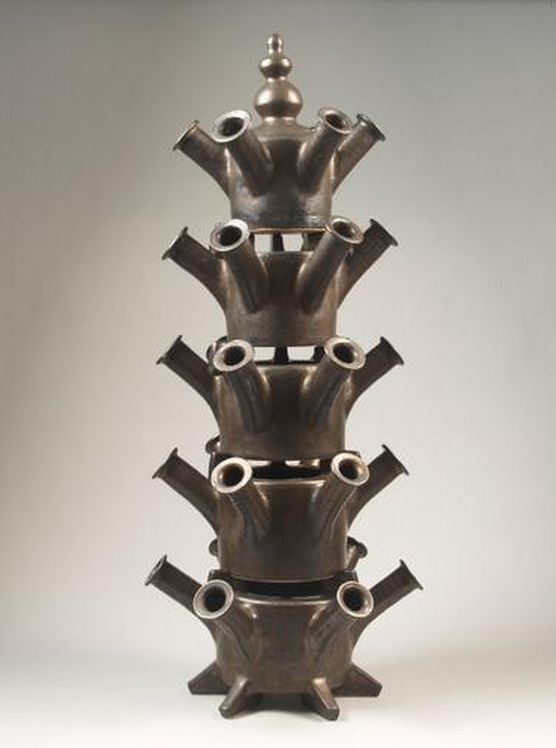
Bronskleurige tulpenvaas bestaande uit 5 delen, 1962
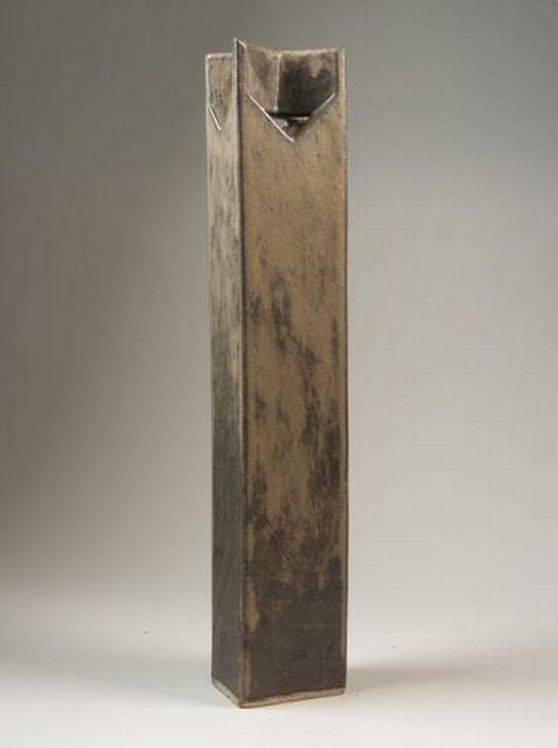
Unicum in bronskleurig glazuur, 1965
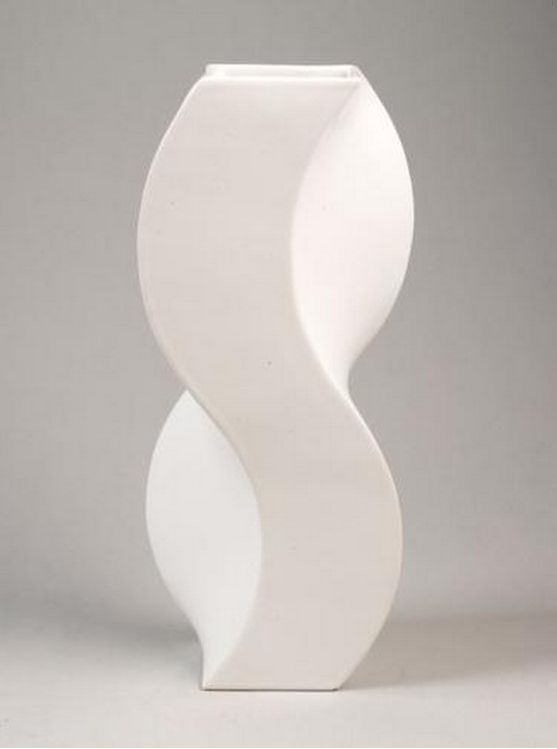
Gegoten vaas in S-vorm, wit geglazuurd, 1975
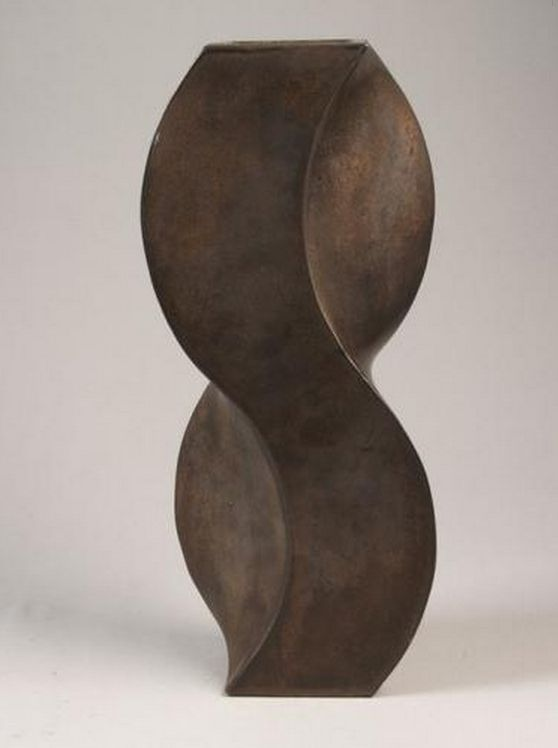
Gegoten vaas in S-vorm, bronskleurig geglazuurd, 1975
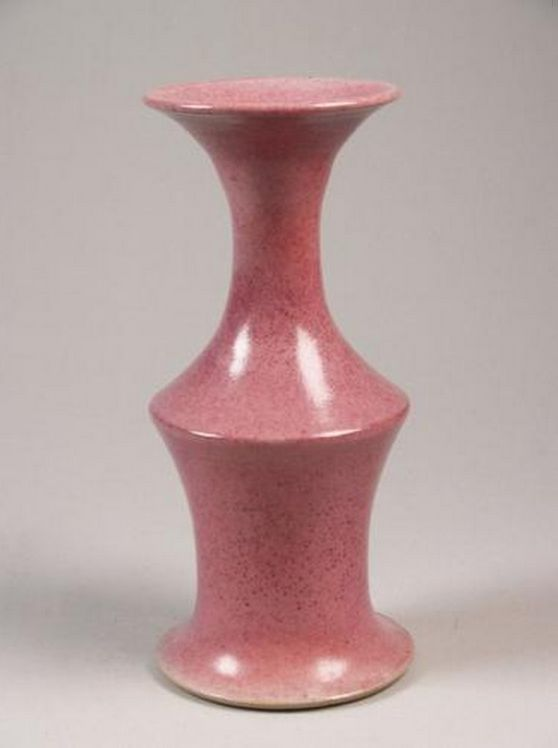
Gedraaide vaas met lila-roze halfmatglazuur, 1979
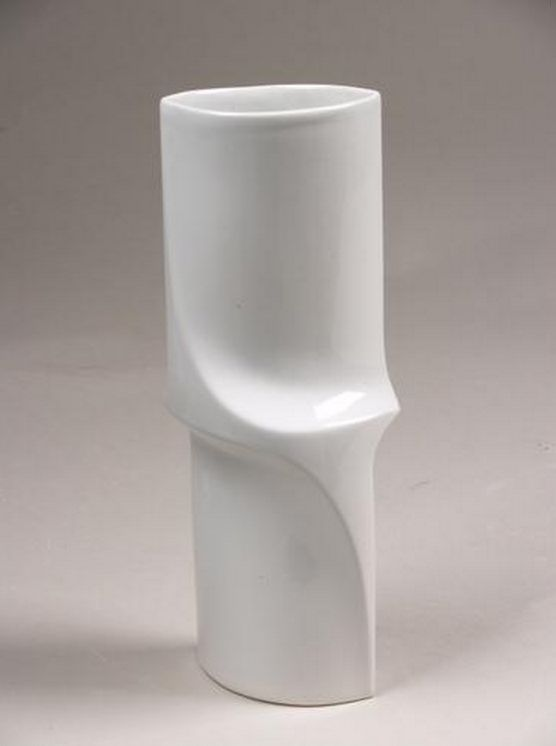
Gegoten vaas, wit geglazuurd, 1981
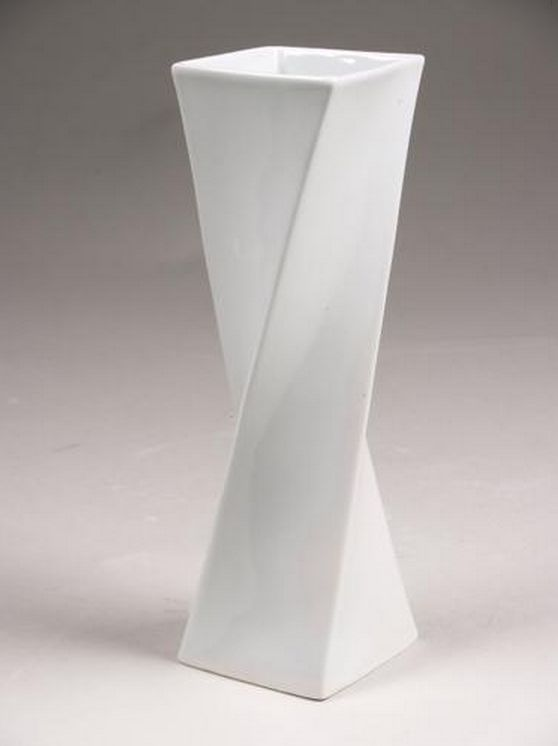
Gegoten vaas, wit geglazuurd met een getordeerde wand, 1985
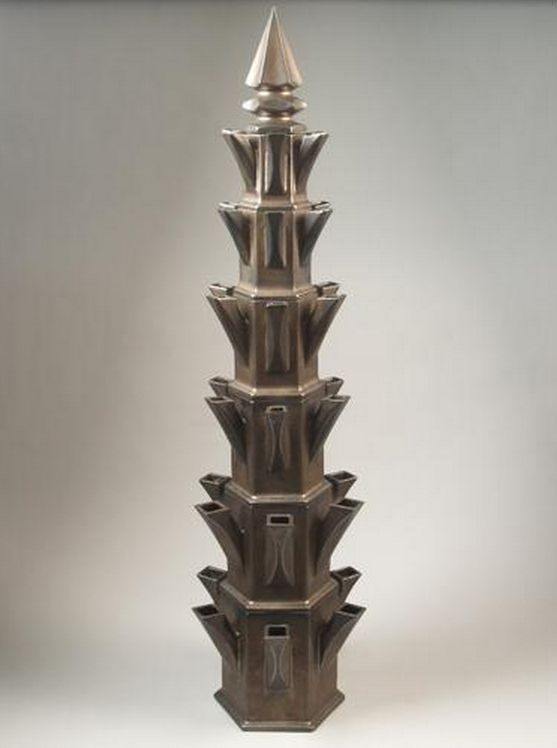
Bronskleurige tulpenvaas bestaande uit 7 zeskantige delen, 1988

## Atelier

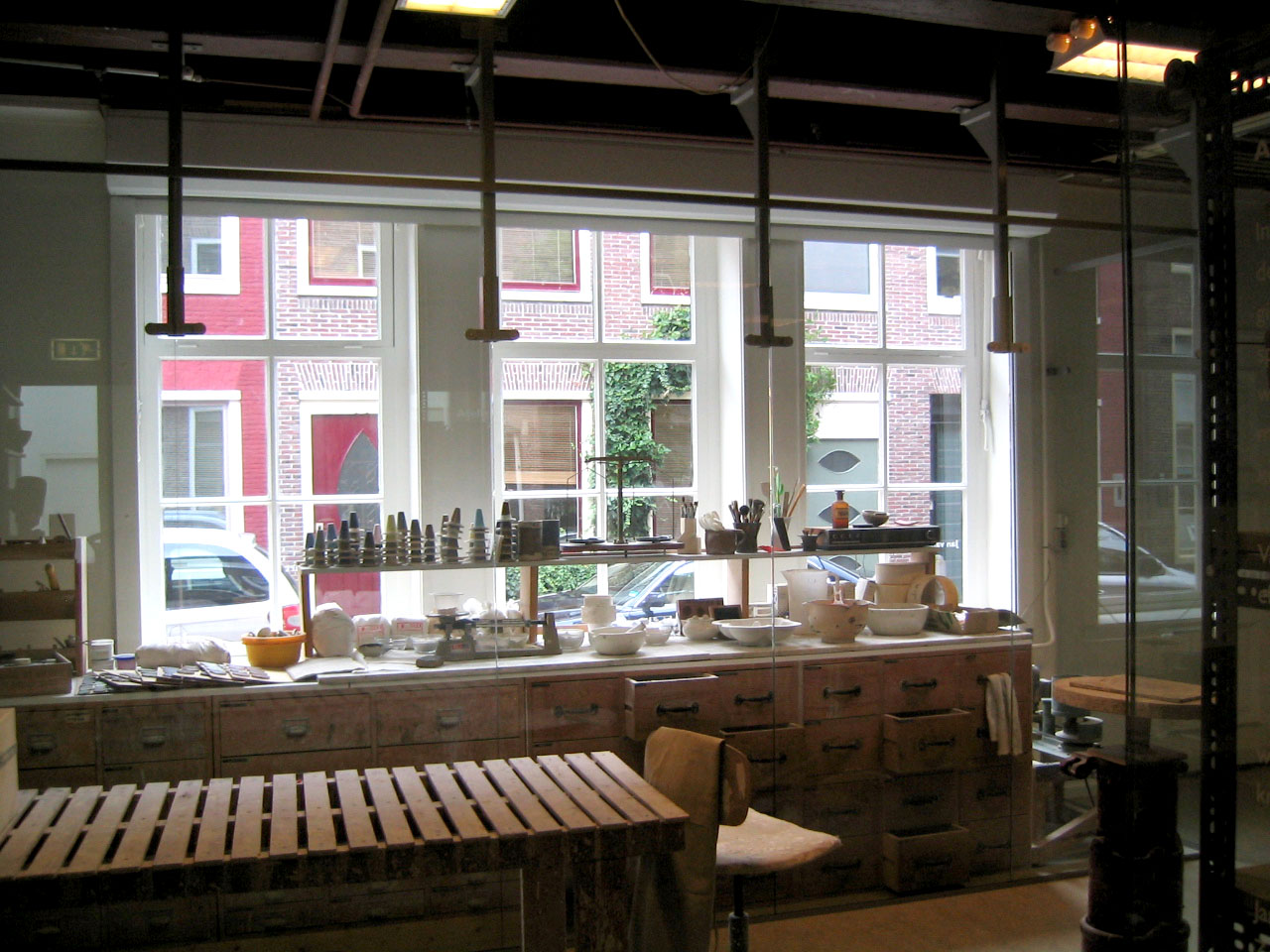
Atelier in museum Princessehof Leeuwarden

In museum Het Princessehof te Leeuwarden in sinds 1 juli 2008 permanent het keramiekatelier van Jan van der Vaart voor publiek opengesteld. Het Princessehof heeft van zijn erven de complete inventaris van zijn werkplaats in langdurig bruikleen gekregen. Hiermee is in een permanente presentatie het atelier van Jan van der Vaart ingericht, alsof de werkzaamheden even zijn stilgelegd. Een primeur voor Nederland, want dit is het eerste keramiekatelier in een museale presentatie.
In het atelier wordt het productieproces van gegoten keramiek geïllustreerd aan de hand van oorspronkelijke materialen en gereedschappen waarmee Van der Vaart heeft gewerkt. De opstelling toont modellen, halfproducten en gietmallen, draaischijf en kneedmachine, spuitcabine, oven en een kast met ‘poeders’, de pigmenten die het glazuur kleuren. Op de achtergrond is Van der Vaarts stem te horen. In een interview afkomstig uit een NPS-radioprogramma uit 1997, vertelt hij over wat hem bezighoudt en geeft hij terloops zijn ideeën en geheimen prijs.

## Musea met Van der Vaarts werk in hun collectie
- Centraal Museum, Utrecht
- CODA (Apeldoorn)
- Frans Hals Museum, Haarlem
- Kunstmuseum Den Haag
- Groninger Museum
- Rijksdienst voor het Cultureel Erfgoed, Amersfoort/Rijswijk
- Museum Boijmans Van Beuningen, Rotterdam
- Museum De Fundatie, Zwolle/Heino
- Museum of Modern Art, New York
- Museum Arnhem
- Nationaal Glasmuseum, Leerdam
- Princessehof, Leeuwarden
- Stedelijk Museum Amsterdam
- Stedelijk Museum Schiedam
- Victoria and Albert Museum, Londen

## Prijzen
- Emmy van Leersumprijs
- Internationale Ceramiek Symposium Prijs

## Werk in bedrijfscollecties
- Kunstcollectie KPN
- TNT Post kunstcollectie
- Schiphol kunstcollectie